# Rainbow Warrior (1957)
Rainbow Warrior (svenska: Regnbågskrigaren) är ett fartyg i miljöorganisationen Greenpeaces tjänst. Hon är byggd 1957 i England som trålare men byggdes om till tremastad skonare för Greenpece. Fartyget införskaffades av Greenpeace 1989 som ersättare för fartyget med samma namn, Rainbow Warrior, som sänktes i Auckland 1985.